# Malatdehydrogenas

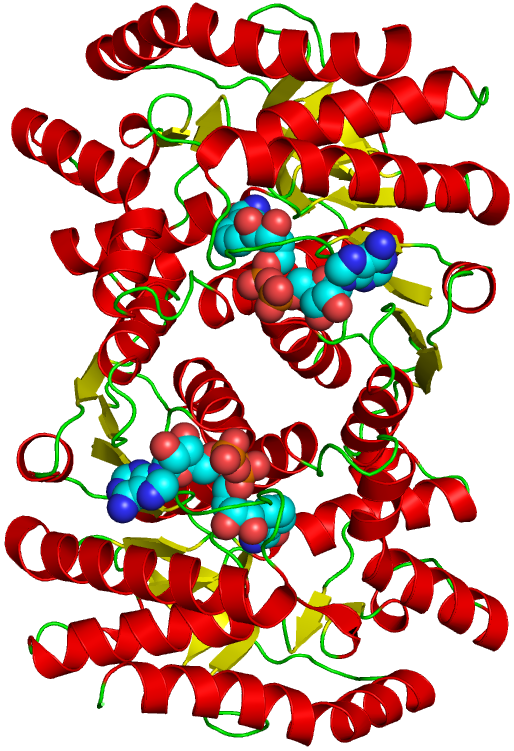
Proteinets struktur med anslutna kofaktorer

Malatdehydrogenas ( EC 1.1.1.37) (MDH) är ett enzym som finns i två isoformer, en mitokondriell form som utför ett steg i citronsyracykeln, samt en cytosolisk form. Enzymet katalyserar omvandlingen av malat till oxalacetat, under denna process reduceras NAD+ till NADH. Reaktionen är en del av många metaboliska vägar, inklusive citronsyracykeln. Andra malatdehydrogenaser, som har andra EG-nummer och katalyserar andra reaktioner som oxiderar malat, har kvalificerade namn som malatdehydrogenas (NADP+).

## Isozymer
Det finns flera isozymer av malatdehydrogenas. Det finns två huvudsakliga isoformer i eukaryota celler. En finns i mitokondriella matrisen och deltar som ett nyckelenzym i citronsyracykeln som katalyserar oxidationen av malat. Den andra finns i cytoplasman och hjälper malat-aspartatskytteln att byta ut reducerande ekvivalenter så att malat kan passera genom mitokondriella membranet för att omvandlas till oxaloacetat för ytterligare cellulära processer.

## Proteinfamiljer

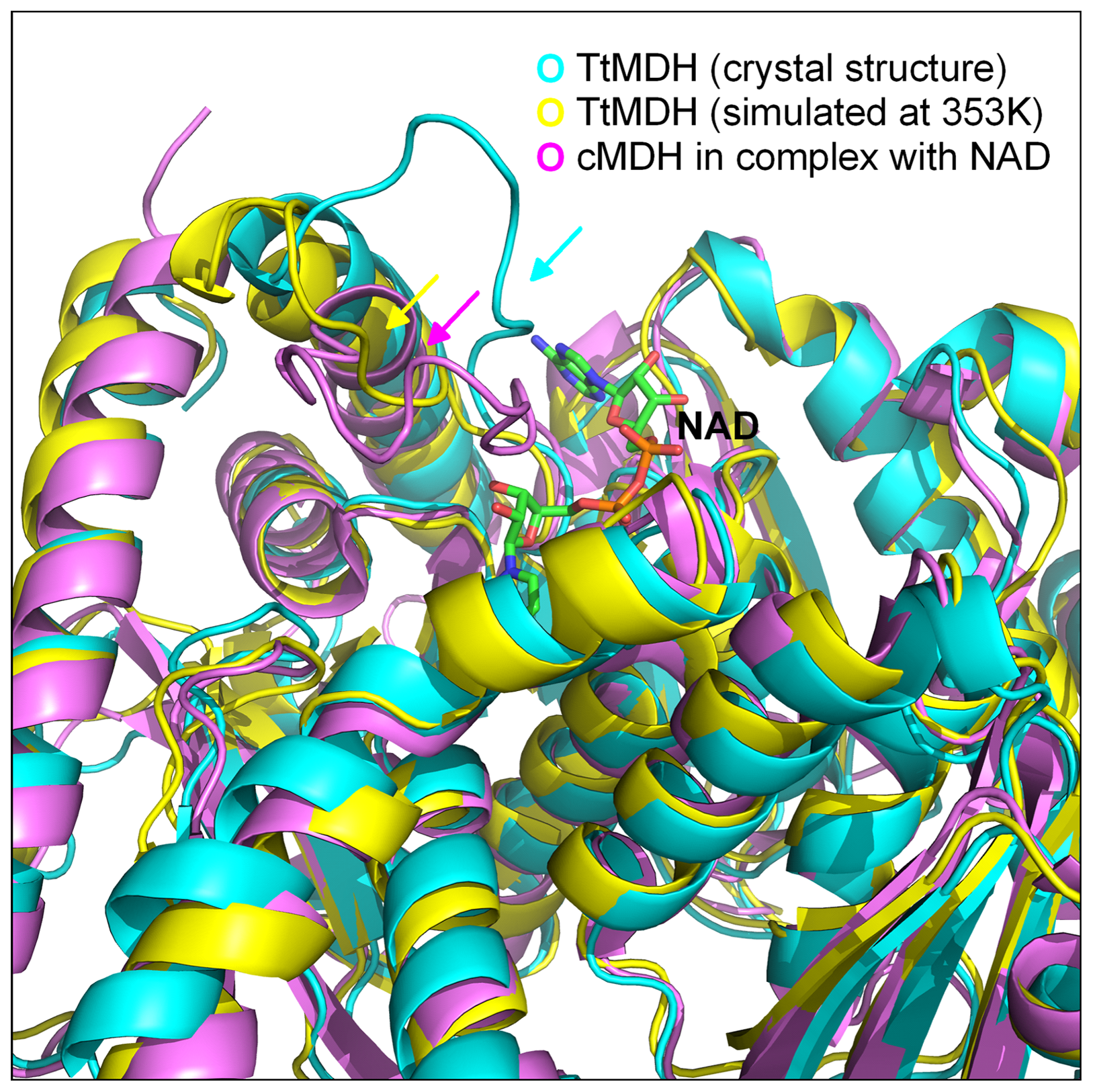
3-D kristallstruktur av den mobila slingregionen i malatdehydrogenas i den slutna och öppna konformationen. Den stängda MDH-konformationen visas i rosa (utpekad av den rosa pilen) medan den öppna konformationen visas i cyan (indikerad med cyanpilen).

Malatdehydrogenasfamiljen innehåller L-laktatdehydrogenas och L-2-hydroxiisokaproatdehydrogenaser. L-laktatdehydrogenaser katalyserar omvandlingen av L-laktat till pyruvat, det sista steget i anaerob glykolys. N-terminalen är ett Rossmann NAD-bindande veck och C-terminalen är en ovanlig alfa+beta-veckning.

## Utveckling och struktur
I de flesta organismer existerar malatdehydrogenas (MDH) som en homodimermolekyl och är nära besläktad med laktatdehydrogenas (LDH) i strukturen. Den är en stor proteinmolekyl med underenheter som väger mellan 30 och 35 kDa. Baserat på aminosyrasekvenserna verkar det som om MDH har divergerat i två huvudsakliga fylogenetiska grupper som nära liknar antingen mitokondriella isozymer eller cytoplasmatiska/kloroplastisozymer. Eftersom sekvensidentiteten för malatdehydrogenas i mitokondrierna är närmare relaterad till dess prokaryota förfäder i jämförelse med det cytoplasmatiska isozymet, är teorin att mitokondrier och kloroplaster utvecklades genom endosymbios rimlig. Aminosyrasekvenserna för arkeal MDH liknar mer den för LDH än den för MDH för andra organismer. Detta tyder på att det finns en möjlig evolutionär koppling mellan laktatdehydrogenas och malatdehydrogenas.
Varje underenhet av malatdehydrogenasdimeren har två distinkta domäner som varierar i struktur och funktionalitet. En parallell β-arkstruktur utgör NAD+-bindningsdomänen, medan fyra β-ark och en α-helix utgör det centrala NAD+-bindningsstället. Underenheterna hålls samman genom omfattande vätebindningar och hydrofoba interaktioner.
Malatdehydrogenas har också visat sig ha en mobil loop-region som spelar en avgörande roll i enzymets katalytiska aktivitet. Studier har visat att konformationsförändring av denna slingregion från den öppna konformationen till den stängda konformationen efter bindning av substrat förbättrar MDH-katalys genom avskärmning av substrat och katalytiska aminosyror från lösningsmedel. Studier har också visat att denna loopregion är mycket konserverad i malatdehydrogenas.

## Mekanism
Det aktiva stället för malatdehydrogenas är en hydrofob hålighet i proteinkomplexet som har specifika bindningsställen för substratet och dess koenzym, NAD+. I dess aktiva tillstånd genomgår MDH en konformationsförändring som omsluter substratet för att minimera exponeringen av lösningsmedel och för att placera nyckelrester i närmare närhet till substratet. De tre resterna i synnerhet, som utgör en katalytisk triad, är histidin (His-195), aspartat (Asp-168), som båda arbetar tillsammans som ett protonöverföringssystem, och argininer (Arg-102, Arg-109, Arg-171), som säkrar substratet.
Mekanistiskt katalyserar malatdehydrogenas oxidationen av hydroxylgruppen i malat genom att använda NAD+ som en elektronacceptor. Detta oxidationssteg resulterar i eliminering av en proton och en hydridjon från substratet. NAD+ tar emot hydridjonen (specifikt överförs hydridjonen till nikotinamidringen i NAD+) och reduceras till NADH medan His-195-resten på enzymet samtidigt accepterar protonen. Den positivt laddade His-195-resten, som är involverad i baskatalys av substratet, stabiliseras av den intilliggande, negativt laddade Asp-168-resten. Denna elektrostatiska stabilisering hjälper till att underlätta överföringen av protonen. Arg-102, Arg-109 och Arg-171 (som är protonerade och därmed positivt laddade) deltar i elektrostatisk katalys och hjälper till att binda de negativt laddade karboxylaterna på substratet. Dessutom ger argininresterna på enzymet ytterligare substratspecificitet och bindning genom vätebindning mellan  guanidiniumsidokedjan av argininaminosyraresterna och karboxylaterna av substratet.
Studier har också identifierat en mobil loop i malatdehydrogenas som deltar i enzymets katalytiska aktivitet. Slingan genomgår en konformationsförändring för att skydda substratet och de katalytiska aminosyrorna från lösningsmedlet som svar på bindningen av malatdehydrogenas:koenzymkomplexet till substratet. Denna vändning av slingan till uppositionen för att täcka det aktiva stället främjar också förbättrad interaktion av de katalytiskt viktiga aminoresterna på enzymet med substratet. Dessutom har slingans rörelse visat sig korrelera med det hastighetsbestämmande steget för enzymet.

## Funktion

### Reaktion

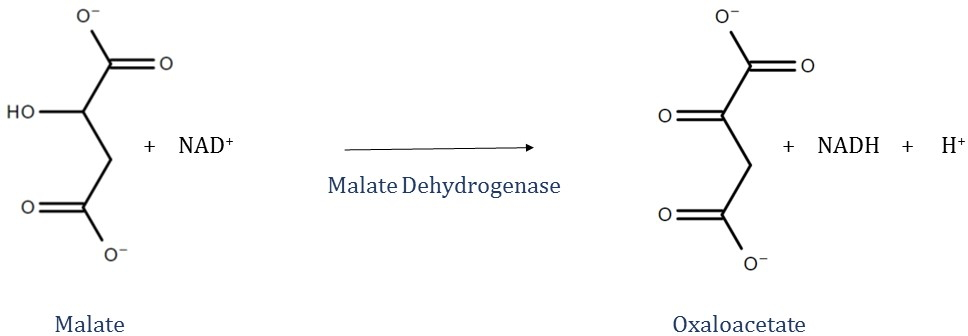
Allmän reaktion som visar malatdehydrogenaskatalyserad oxidation av malat genom reduktion av NAD^{+}.

Malatdehydrogenaser katalyserar omvandlingen av malat till oxaloacetat. I citronsyracykeln är malatdehydrogenas ansvarigt för att katalysera regenereringen av oxaloacetat. Denna reaktion sker genom oxidation av hydroxylgruppen på malat och reduktion av NAD+. Mekanismen för överföringen av hydridjonen till NAD+ utförs i en liknande mekanism som ses i laktatdehydrogenas och alkoholdehydrogenas. ΔG'° för malatdehydrogenas är +29,7 kJ/mol och ΔG (i cellen) är 0 kJ/mol.

### Andra vägar
Malatdehydrogenas deltar också i glukoneogenes, syntesen av glukos från mindre molekyler. Pyruvat i mitokondrierna påverkas av pyruvatkarboxylas för att bilda oxaloacetat, en citronsyracykelmellanprodukt. För att få ut oxaloacetatet ur mitokondrierna reducerar malatdehydrogenas det till malat, och det korsar sedan det inre mitokondriella membranet. Väl i cytosolen oxideras malatet tillbaka till oxaloacetat av cytosoliskt malatdehydrogenas. Slutligen omvandlar fosfoenolpyruvatkarboxikinas (PEPCK) oxaloacetat till fosfoenolpyruvat (PEP).

### Kinetik
Kinetiska studier visar att malatdehydrogenas enzymatiska aktivitet är ordnad. Kofaktorn NAD+/NADH är bunden till enzymet före substratet.Km-värdet för malat, det vill säga den koncentration vid vilken enzymaktiviteten är halvmaximal, är 2 mM. Kcat-värdet är 259,2 per sekund.